# Exophiala dermatitidis
Exophiala dermatitidis — вид грибів родини Herpotrichiellaceae.

## Поширення
Космополітичний вид, але в природі виявляється нечасто. Ізольований у всьому світі у невеликих кількостях із різноманітних середовищ, включаючи ґрунт, гниючу деревину та гнізда ос. Хоча в природі вид рідкісний, він досить поширений в низці теплих і вологих штучних середовищ. Метаболічно активні штами у великій кількості виділяються з поверхонь всередині саун, лазень і зволожувачів. E. dermatitidis — один із найпоширеніших видів грибів, що мешкає в посудомийних і пральних машинах у всьому світі.

## Патогенність
Exophiala dermatitidis дуже рідко спричиняє інфекцію у людей, однак випадки захворювання реєструються у всьому світі. Він вважається умовно-патогенною інфекцією людини, оскільки грибок вражає людей, які мають важку супутні захворювання (цукровий діабет, лімфолейкоз, бронхоектатична хвороба, ревматоїдний артрит). Грибок викликає шкірний та підшкірний феогіфомікоз, який вражають обличчя та шию, інфікує легені у людей із муковісцидозом. У 2002 році спалах системної інфекції E. dermatitidis стався у жінок, які отримували заражені ін'єкції стероїдів у лікарнях Північної Кароліни.